# Монети Хорезму (період Золотої Орди)
Монети Хорезму почали карбувалися на монетному дворі в Ургенчі в період панування Золотої Орди на територіях Середньої Азії в 60-х роках XIII ст. до початку XV ст. Виготовлялися із золота динари, срібла ½ та 1 диргеми (до грошової реформи Масуд-бека  карбувалися мідні дирхами плаковані сріблом) Після грошової реформи Токти-хана дирхеми змінилися на данги з більш постійною вагою і стабільним вмістом срібла) та мідні пули з умовними фракціями: 1 (0,8 до 2,2 гр.), 1½ (2,9 гр.), 2 (4 гр.), 3(6 гр.), 4(10 гр.). Початково 1 данг розмінювався на 16 пулів: 12 дангів = 1 динару. 

## Історія
У 1266 році на західній частині Середньої Азії Хорезм отримав фактичну незалежність від Монгольської імперії. У 1388 року Тимур зруйнував Куня-Ургенч і підпорядкував собі весь Хорезм. З XVI століття велика частина території Хорезму була включена до Хівинського ханства.
В середні віки, в часи монгольських завоювань, столиця Хорезму (араб. حارزم) місто Ургенч було великим торговим та ремісничим центром. З нього через Кизилкум на Сирдар'ю і далі на схід проходили торгові караванні шляхи до Монголії та Китаю. Інший торговий шлях пов'язував Персію та Середню Азію зі Східною Європою. Звідси каравани йшли до Каспійського моря і далі на північний захід до Волзької Булгарії.

## Карбування в Хорезмі

### Динари

Карбування в Хорезмі. Анонімний золотий динар 1375 року

З 1363 року, за часів правління Абдулах-хана почали карбуватися золоті динари. На аверсі таких монет у колі із крапок та 2-му лінійному містилася легенда: «Влада Богу». На реверсі в чотирикутній рамці вказане місце карбування та рік. Відомі різновиди динарів з 8-кутною рамкою та з іншими надписами в ній. Імена ханів на динарах не позначалося. Останні датовані динари Хорезу карбувалися у 1387 році. Середня вага — 0,95 гр..

### Дирхами та данги

Карбування в Хорезмі. Анонімний срібний дирхам 1287 року

Ваговою одиницею для срібних та мідних монет у Хорезмі слугував шаїр. 1 ваговий шаїр = ¼ тасуджу = 1⁄16 дирхему-дангу. За часів правління Менгу-Тимура в період 1266-1278 (665-677 рр.Г.) роках на монетах позначалися дати-хронограми (абджади). Перше золотоордиське карбування в Хорезмі було анонімним. На монетах того часу почали карбувати тамгу Бату, на аверсі карбували легенду: «Влада [належить] Богу єдиному та всемогутньому». На реверсі позначалося місце карбування та рік. Відомі три різновиди того типу: текст в картуші і текст в чотирикутнику. Також карбувалися дирхами з чагатайською Г-подібною тамгою. З 1279 (678 р.Г.) року на монетах почала проставлятися дата арабськими цифрами. Вага монет — 1,22-1,95 гг. За часів правління хана Тула-Буги, в період з 1287—1291 (686—690 рр.Г.) роках, карбувалися анонімні дирхеми з аналогічними надписами та зображеннями. На деяких монетах карбувалося зображення «вузлів щастя», або зірки. Вага монет — 1,92-2,33 гг. У 1290 році карбувалися монети номіналами в ½ дирхами. Вага монети — 1,07 гр. За цей період мідні монети не карбувалися.
За часів правління Токти, в період з 1295—1310 (694-709 р.Г.), карбувалися срібні дирхами та мідні пули. На дирхамах почали позначати імена ханів. Вагова норма — 2,29 гр. На аверсі легенда в чотирикутнику «вузол шастя», в полі легенда: «Токту-бек справедливий». На реверсі вказане місце карбування та рік. Відомі також різновиди дирхемів з Шагадою Ісламу в три рядки: «Немає Бога крім Аллаха і Мухаммад — пророк його» (араб. أشهد أن لا إله إلا الله وأشهد أن محمدا رسول الله) та надписом в картуші. За часів ханів Узбека срібні данги карбувалися в 1315, 1317—1326, 1328, 1330—1338 та 1340 роках з подібними зображеннями та надписами. Ваговою одиницею в той період слугував міскаль (4,64 гр.). На виготовлення одного хорезмського дирхаму-дангу йшло 5⁄12 частин від міскаля. Срібні данги перших років карбування за часів Джанібека мало чим відрізнялися від попередніх випусків. Карбування почалося з 1340 року, за 2 роки до його ханування. Такі випадки на монетах Джанібека зустрічалися не вперше. Деякі дослідники схиляються до думки, що невірна дата — наслідки помилки різьбяра. З 1342 року починається регулярне карбування. З 1347 року починають карбуватися данги Бердібека, Кульни (серпень 1359 — січень 1360), Науруза (січень — червень 1360), Хизра (червень 1360 — серпень1361), Мухаммада (1370—1378), Тохтамиша (1380–1399), Шадибека (1399–1407) та Пулада (1407–1410). Вага дангів — 1,5-1,9 гр. В 1381 році Тимур карбував імений данг султана Суюрґатмиша.

### Пули
Див. також Пул (розмінна монета)

Карбування в Хорезмі. Мідний пул часів Абдулах-хана 1370 року

Перші мідні пули Хорезму почали карбуватися за часів хана Токти у 1209 році. На аверсі в чотирикутнику куфічним почерком позначалося місце карбування: «Карбування в Хорезмі» (араб. حارزم ﺿﺭﺏ) В сегментах чотирикутника вписана картуш, над надписом зображено «вузол щастя». На реверсі дата абджадом. Середня вага монети — 1,8-2,2 гр. За часів правління хана Узбека до 1338 року карбувалися пули з подібним зображенням, що і за часів правління хана Токти. Вага пулів за часи карбування Токти, Узбека складала від 0,8 до 2,2 гр. В 1338 році карбувавалися пули на реверсі із зображенням сонця, сонце в клешнях краба. На початку правління Джанібека карбувалися пули без зображень, або з надписом в чотирикутнику, чи в картуші як і на попередніх випусках. Карбувалися також фракції пулів в 1½ (2,9 гр. та були відповідними до 3⁄5 вагових шаїри) та 2 пули (Вага бл. 4 гр. відповідні до 4⁄5 шаїрів). Номінали дослідниками названі умовно враховуючи збільшену вагу пулів. В 1355 році карбувалися потрійні пули (вага бл. 6 гр. відповідні до 6⁄5 шаїрів) із зображенням сонця, на фоні якого стоїть лев. За часів правління Бердібека карбувалися монети в 1 та 1½ пули. З 1365 (764 р.Г.) року і до 1391 року всі типи пулів почали карбуватися анонімно. В 1369 році карбувалися монети  з умовним номіналом в 4 пули (Вага 10 гр.). Анонімні пули останніх років карбування діляться на 11 типів:
- 1) 1365—1369. З обох сторін у картуші, розеті, чи чотирикутнику надписи які позначали рік та місця карбування.
- 2) 1370, 1385. На аверсі птах в чотирилисній розеті. В пелюсках надписи. На реверсі в центрі 4-х пелюсткова квітка, з боків надписи. Існують різновиди з птахом в 6-кутній зірці, також не датований.
- 3) 1371, 1389. На аверсі зображення коня, навколо нього рік. На реверсі 6 «вузлів щастя». Існують різновиди з надписом на реверсі, також недатовані.
- 4) 1372, 1375, 1376-1383, 1388, 1391. Початок легенди в сегментах чотирикутника. На реверсі віньєтка.
- 5) 1374. На реверсі сокира, навколо неї 4 розетки.
- 6) 1384. У фігурному ромбі тварина вправо.
- 7) 1385, 1388. Складний геометричний орнамент. Існують також недатовані пули цього типу.
- 8) Недатований пул із зображенням барана на аверсі.
- 9) 1388. Зображення жука, навколо нього надпис.
- 10) Недатований пул із зображенням 3 риб на аверсі. На реверсі зображення птаха у складному картуші. Існують різновиди без птаха на реверсі та з 2 рибами.
- 11) Недатований пул із зображенням відпочиваючого сайгаку на аверсі[13].

## Карбування в Ургенчі

Карбування в Ургенчі, дирхам (2,1 гр.), 1291 (690 р.Г.) Співуправління Дуви та Хайду

В часи співуправління Дуви та Хайду (1282–1306) в Чагатайському улусі та Могулістані в Ургенчі  (араб. جرجانية) карбувалися дирхами, які наслідували дирхеми Ошу. На аверсі в центральному подвійному лінійному колі карбувалися Г- та Ф-подібні тамги, за колом легенда у двох лінійних та середньому крапковому колах. На реверсі в подвійному лінійному та середньому крапковому колах позначалися місце карбування та рік.